# Godfall
Godfall est un jeu d'action-RPG développé par Counterplay Games et publié par Gearbox Software, sorti sur Microsoft Windows (via l'Epic Games Store) et PlayStation 5 en novembre 2020. Un portage du jeu sur PlayStation 4 est sorti le 10 août 2021, puis le 7 avril 2022 sur Xbox Series X et Steam.

## Système de jeu
Godfall est un action-RPG en vue à la troisième personne. Une partie est jouable seul ou en coopération jusqu'à trois joueurs (six joueurs, avec le mode de jeu "Royaume des Esprits"). 
Le joueur est plongé dans la peau d'un chevalier Valorian, un être surpuissant maniant l'une des douze panoplies divines nommées Valorantes (Valorplate en anglais). Celui-ci doit arrêter son frère d'armes Macros, dont la quête de divinité ultime risque de détruire Aperion, le monde aux multiples royaumes élémentaires, dont les Valorians ont la garde. 
Pour ce faire, le joueur doit se frayer un chemin à travers tous les sbires et lieutenant de Macros, dans des combats épiques mêlant force, réflexe et magie. Le combat est centré autour de l'affrontement au corps-à-corps, avec toutes sortes d'armements (épées à deux mains, épée longue, lames doubles, arme d'hast, marteau de guerre, etc) et de pièces d'équipement pour augmenter la puissance du personnage (anneaux, breloque, amulette, bannière, etc).
D'autres systèmes actifs et passifs augmentent la puissance du personnage, comme la Valorante équipée (une seule des douze est portée à la fois), les amplifications, l'arbre de compétences et les éclats.

## Développement
Counterplay Games est un studio de 75 personnes en Californie avec plusieurs développeurs qui ont travaillé sur d'autres jeu vidéo tels que Destiny 2 ; leur jeu précédent était Duelyst. Counterplay s'est engagé avec Kowloon Nights afin d'obtenir des fonds pour aider à développer Godfall d'ici septembre 2018 en tant que titre AAA, et éviter certaines difficultés qu'ils ont eu avec le financement de Duelyst via une campagne Kickstarter.
Le monde de ce jeu a été inspiré par Les Archives de Roshar, The First Law (en) et du Cycle de Fondation, tandis que le système de jeu a été inspiré de la série Monster Hunter.